# J-, K- und N-Klasse
Die J-, K- und N-Klasse war eine Klasse von 24 Zerstörern der Royal Navy, die vor dem Zweiten Weltkrieg bestellt wurde. Die ersten 16 Zerstörer der J- und K-Klasse wurden am 25. März 1937 bei acht britischen Werften bestellt. Sie waren nach der zweiten Tribal-Klasse, die als Bewaffnung eher auf Kanonen als auf Torpedos setzte, eine Rückkehr zu kleineren Schiffen mit schwererer Torpedobewaffnung. Die Schiffe wurden in drei Gruppen zu je acht Stück gebaut, deren Namen mit J, K und N begannen. Die acht Boote der N-Klasse wurde am 15. April 1939 noch vor der M-Klasse bestellt. Als erstes Boot der Klasse wurde die Jackal am 31. März 1939 abgeliefert. Bei Ausbruch des Zweiten Weltkriegs waren zehn Boote fertiggestellt und von der Royal Navy übernommen. Bis zum Jahresende waren dann auch die restlichen Zerstörer des ersten Auftrags abgeliefert. Die Schiffskennung wurde 1940 von „F“ zu „G“ geändert.

Vom Folgeauftrag der N-Klasse kam kein Zerstörer in den aktiven Dienst der Royal Navy. Die als erste fertiggestellte Nerissa wurde von der polnischen Marine als Piorun in Dienst genommen. Fünf Boote bemannte die Royal Australian Navy und setzte sie bis 1945 ein, um sie dann gegen Kriegsbauten der Q-Klasse einzutauschen. Die beiden übrigen Bauten wurden von der Niederländischen Marine als Van Galen und Tjerk Hiddes in Dienst genommen.
Während des Weltkrieges gingen sechs Boote der J-Klasse, sechs der K-Klasse und einer der australischen Zerstörer der N-Klasse verloren. Die vier verbliebenen J-/K-Boote wurden schon 1949 abgewrackt. Die fünf zurückgegebenen Boote der N-Klasse gehörten zur Flottenreserve und wurden ab 1955 ohne wieder aktiviert worden zu sein, ebenfalls abgebrochen. Nur die niederländischen Zerstörer blieben nach 1946 im aktiven Dienst. Van Galen wurde 1957 zum Abbruch verkauft. Die Tjerk Hiddes wurde 1951 an Indonesien abgegeben, in Gadjah Mada umbenannt und dort als letztes überlebendes Boot der Klasse 1961 abgewrackt.

## Geschichte des Entwurfs
Der Entwurf war als kleinerer Nachfolger der Tribal-Klasse gedacht. Erstmals bei Zerstörern der Royal Navy wurden die Dampfkessel in zwei Räumen angeordnet. Damit reduzierte sich die Länge des Rumpfes und man kam mit einem Schornstein aus, was die Silhouette verringerte und die Richtbereiche der leichten Luftabwehrkanonen vergrößerte. Der Nachteil dieser Konstruktion lag darin, dass es zwei relativ große Abteilungen gab, die durch einen einzigen unglücklichen Treffer geflutet werden konnten. Ein solcher Treffer hätte den Verlust der gesamten Antriebsleistung aus den Dampfkesseln zur Folge gehabt.
Eine weitere Neuerung war die Anwendung des Isherwood Systems, also von längs statt quer verlaufenden Spanten. Die Verstärkungen der Hülle verliefen damit längs und nicht quer. Der Bug wurde im Vergleich zur vorhergehenden Tribal-Klasse ebenfalls verändert. Der Klipperbug wurde durch einen geraden Steven ersetzt, der das Gieren verstärkte. Diese Änderung war keine Verbesserung, da bereits bei mäßigem Seegang das Vorschiff in die Wellenberge einschnitt und dadurch viel Wasser auf dem Vorderdeck stand, das bis zu seinem Ablaufen das Austauchen aus der See verzögerte. Ferner wurde dadurch das Betreten des Decks und die Bedienung der vorderen Geschütze erheblich erschwert. Deshalb wurde ab der S-Klasse wieder die alte Bugform verwandt.
Mit Ausnahme der Verwundbarkeit der Kessel stellte sich der Entwurf als kompakt, standfest und als sehr erfolgreich heraus. Der Rumpf wurde zur Basis aller Zerstörer der Royal Navy des Kriegsbauprogramm von der O/P- bis zur Cr-Klasse von 1944 (War Emergency Destroyers).
Die Bewaffnung der J-/K-/N-Klasse basierte auf der Tribal-Klasse, eine 120-mm-Zwillingslafette wurde aber durch einen zusätzlichen Torpedorohrsatz ersetzt. Die 120-mm-Geschütze hatten einen Höhenrichtbereich von 40° und einen Seitenrichtbereich von 340°. Der X-Turm war erstaunlicherweise so angeordnet, dass sein toter Winkel von 20° in Richtung des Hecks lag und nicht in Richtung des Bugs, wo Brücke und Masten den Feuerbereich sowieso einschränkten. Das bedeutete, dass die Geschütze nicht direkt nach achtern feuern konnten. Die Flak blieb unverändert zur Tribal-Klasse, was sich später als unzureichend herausstellte. Die Torpedobewaffnung wurde auf zwei Fünffach-Sätze, insgesamt somit zehn Rohre gesteigert.
Die Anordnung der Feuerleitung unterschied sich von der Tribal-Klasse. Es gab nur einen Entfernungsmesser mit einer 9 Fuß breiten Basis, der sich hinter dem Kontrollturm befand. Später wurde der Entfernungsmesser stark verändert, um die Hauptbewaffnung bei der Luftabwehr zu steuern.
Die N-Klasse wurde im Jahr 1940 als Kopie der J-Klasse bestellt, nachdem bei den größeren und komplizierteren L- und M-Klasse Zerstörern das Budget überschritten wurde. Die einzige Änderung des Entwurfs betraf den X-Turm, der jetzt seinen toten Winkel in Richtung des Bugs hatte. Bereits während der Bauphase wurden die bisherigen kriegsbedingten Veränderungen der J- und K-Klasse berücksichtigt, indem zwei Zwillings-Vickers-MGs des Kalibers 0,5″ auf dem Quarterdeck installiert wurden, die später durch 20-mm-Kanonen ersetzt wurden.

## Änderungen
In den Jahren 1940 and 1941 wurden auf allen Schiffen der hintere Torpedorohrsatz ausgebaut und durch eine 4″-QF-Mark-V-Kanone ersetzt. Die unzureichenden Maschinengewehre wurden durch 20-mm-Oerlikon-Maschinenkanonen ersetzt, ein weiteres Paar wurde auf der Plattform der Suchscheinwerfer mittschiffs eingebaut. Die Vorrichtungen zum Räumen von Minen wurden durch eine Abrollbühne und zwei Wasserbombenwerfer für 45 Wasserbomben ersetzt. Zudem wurde ein zusätzliches Radargerät vom Typ 286 zur Warnung vor Luftangriffen neben dem Feuerleit-Radargerät Typ 285 installiert.
1942 wurde die 4″-Kanone auf den verbliebenen Schiffen wieder durch Torpedorohre ersetzt. Die 20-mm-Oerlikon-Kanonen wurden mit Ausnahme der Kanonen auf dem Quarterdeck durch Zwillingslafetten ersetzt. Ein Radar Typ 291 ersetzte das Radar Typ 286.
Bei den Einheiten HMS Jervis, HMS Kelvin, HMS Nerissa und HMS Norman wurde der Suchscheinwerfer durch ein Radar Typ 271, bei HMS Javelin und HMS Kimberley ein solches des Typs 272 ersetzt. Die HMS Napier, HMS Nizam und HMS Norseman (später auch die HMS Norman) erhielten das amerikanische Radar SG-1, bei der Norman wurde statt des Radars Typ 271 eine 40-mm-Bofors-Kanone eingebaut. Bei Ende des Krieges trugen die noch vorhandenen Schiffe der J- und K-Klassen ein Radar Typ 293 zur Zielerfassung und ein Radar Typ 291 zur Luftüberwachung.

## Einsatz
Bis zum Ausbruch des Zweiten Weltkriegs waren sieben Zerstörer der J-Klasse und die Kelly seit März 1939 nach und nach in Dienst gekommen. Die übrigen acht Zerstörer aus dem Haushalt 1937 wurden dann bis Ende März 1940 von der Royal Navy übernommen.
Da es sich um bei Ausbruch des Kriegs um die modernsten und stärksten Zerstörer der Royal Navy handelte, waren sie häufig im Einsatz. Als Folge gingen von den 24 gebauten Schiffen sechs Einheiten der J-, sechs Einheiten der K- und eine Einheit der N-Klasse verloren. Von den Nachbauten der N-Klasse kam kein Zerstörer in den aktiven Dienst der Royal Navy. Das zuerst fertiggestellte Schiff war von 1940 bis 1946 als Piorun im Dienst der Polnischen Marine im Exil. Fünf Schiffe wurden von der australischen Marine (RAN) betrieben. Wie das polnische Schiff wurden auch die verbliebenen australischen Schiffe nach dem Kriegsende der Royal Navy zurückgegeben. Diese fünf Schiffe wurden Mitte der fünfziger Jahre verschrottet.
Zwei Schiffe wurden 1942 für die niederländische Marine in Dienst gestellt. Die Van Galen blieb dort bis 1957 im Dienst. Das zweite Schiff wurde 1951 an Indonesien abgegeben. Dort blieb der als Nonpareil begonnene Zerstörer als Gadjah Mada im Dienst und wurde 1961 als letztes Schiff der Klasse verschrottet.

## Einheiten

### J- / K-Klasse
| Name                       | Hersteller                           | Kiellegung | Stapellauf | in Dienst  | Verbleib |
| -------------------------- | ------------------------------------ | ---------- | ---------- | ---------- | --- |
| HMS Jubilant               | ??                                   | –          | –          | –          | geordert am 25. März 1937, storniert Dezember 1937 |
| Jackal (F22)               | John Brown Clydebank, BauNr. 556     | 24.09.1937 | 25.10.1938 | 31.03.1939 | 11. Mai 1942 von Junkers Ju 88 des Lehrgeschwaders 1 vor Marsa Matruh bombardiert und am folgenden Tag von Jervis durch Torpedos versenkt |
| Jersey (F72)               | J. Samuel White Cowes                | 26.08.1937 | 26.09.1938 | 28.04.1939 | Vor am 2. Mai 1941 vor Valletta auf eine Mine gelaufen, in zwei Teile zerbrochen und zwei Tage später gesunken |
| Jervis (F00)               | Hawthorn, Leslie Hebburn, BauNr. 614 | 26.08.1937 | 9.09.1938  | 12.05.1939 | 1949 zur Verschrottung verkauft |
| Javelin (F61) (ex-Kashmir) | John Brown BauNr. 557                | 11.10.1937 | 21.12.1938 | 10.06.1939 | 1949 zur Verschrottung verkauft |
| Jupiter (F85)              | Yarrow & Co. Scotstoun, BauNr. 1705  | 28.09.1937 | 27.10.1938 | 25.06.1939 | Am 27. Februar 1942 in der Schlacht in der Javasee von Zerstörern der Kaiserlich Japanischen Marine torpediert und am folgenden Tag gesunken |
| Janus (F53)                | Swan Hunter Wallsend, BauNr. 1549    | 29.09.1937 | 10.11.1938 | 5.08.1939  | 23. Januar 1944 vor Anzio von Flugzeugen des Kampfgeschwaders 100 torpediert und versenkt |
| Kelly (F01)                | Hawthorn Leslie BauNr. 615           | 26.08.1937 | 25.10.1938 | 23.08.1939 | am 23. Mai 1941 nach Bombentreffern von deutschen Flugzeugen südlich von Kreta gesunken |
| Juno (F46) (ex-Jamaica)    | Fairfield Govan, BauNr. 667          | 5.10.1937  | 8.12.1938  | 25.08.1939 | 21. Mai 1941 vor Kreta bombardiert und versenkt |
| Jaguar (F34)               | William Denny Dumbarton, BauNr. 1323 | 25.11.1937 | 22.11.1938 | 12.09.1939 | 26. März 1942 von U 652 vor Sollum versenkt |
| Kingston (F64)             | White                                | 6.10.1937  | 9.01.1939  | 14.09.1939 | am 22. März 1942 während des Zweiten Seegefechts im Golf von Syrte schwer von dem italienischen Schlachtschiff Littorio beschädigt. Später am 11. April 1942 von deutschen Flugzeugen im Trockendock in Valletta bombardiert und als Totalverlust abgeschrieben. Als Blockschiff vor Malta verwendet. |
| Kandahar (F28)             | William Denny BauNr. 1324            | 18.01.1938 | 21.03.1939 | 10.10.1939 | am 19. Dezember 1941 vor Tripolis auf eine Mine gelaufen und am folgenden Tag von Jaguar versenkt |
| Kashmir (F12)              | Thornycroft Woolston, Hampshire      | 18.11.1937 | 4.03.1939  | 26.10.1939 | am 23. Mai 1941 von deutschen Flugzeugen bombardiert und südlich von Kreta gesunken |
| Khartoum (F45)             | Swan Hunter BauNr. 1551              | 27.10.1937 | 6.02.1939  | 6.11.1939  | am 23. Juni 1940 beim Versenken des italienischen U-Boots Torricelli vor Perim beschädigt, auf den Strand gesetzt und als Totalverlust abgeschrieben |
| Kelvin (F37)               | Fairfield BauNr. 668                 | 18.10.1937 | 19.01.1939 | 27.11.1939 | 1949 zur Verschrottung verkauft |
| Kipling (F91)              | Yarrow BauNr. 1706                   | 26.10.1937 | 19.01.1939 | 22.12.1939 | am 11. Mai 1942 von deutschen Flugzeugen bombardiert und südlich von Mersa Matruh gesunken |
| Kimberley (F50)            | Thornycroft BauNr. 1179              | 17.01.1938 | 1.06.1939  | 21.02.1940 | 1949 zur Verschrottung verkauft |

### N-Klasse
Die Schiffe der N-Klasse der Royal Australian Navy wurden von Australien bemannt und unterhalten, blieben aber im Eigentum des Vereinigten Königreichs.
| Name                      | Hersteller              | Kiellegung       | Stapellauf       | Fertigstellung   | Verbleib |                  |
| Polnische Marine          | Polnische Marine        | Polnische Marine | Polnische Marine | Polnische Marine | Polnische Marine | Polnische Marine |
| ------------------------- | ----------------------- | ---------------- | ---------------- | ---------------- | --- | ---------------- |
| Nerissa (G65)             | John Brown BauNr. 563   | 26.07.1939       | 7.05.1940        | 4.11.1940        | 1940 als Piorun in Dienst, 1946 zurückgegeben, in Noble umbenannt, 1955 zur Verschrottung verkauft                                |                  |
| Royal Australian Navy     |                         |                  |                  |                  | |                  |
| Napier (G97)              | Fairfield BauNr. 673    | 26.07.1939       | 22.05.1940       | 11.12.1940       | 1946 Reserve Royal Navy, 1956 zur Verschrottung verkauft                                                                          |                  |
| Nizam (G38)               | John Brown BauNr. 564   | 27.07.1939       | 4.07.1940        | 8.01.1941        | 1946 Reserve Royal Navy, 1955 zur Verschrottung verkauft                                                                          |                  |
| Nestor (G02)              | Fairfield BauNr. 674    | 26.07.1939       | 9.07.1940        | 12.02.1941       | Am 15. Juni 1942 von italienischem Flugzeug bombardiert und durch Wasserbomben von Javelin versenkt                               |                  |
| Norman (G49)              | Thornycroft             | 27.07.1939       | 30.10.1940       | 15.09.1941       | 1946 Reserve Royal Navy, 1958 zur Verschrottung verkauft                                                                          |                  |
| Nepal (G25) (ex-Norseman) | Thornycroft BauNr. 1203 | 9.09.1939        | 4.12.1941        | 29.05.1942       | 1946 Reserve Royal Navy, 1956 zur Verschrottung verkauft                                                                          |                  |
| Koninklijke Marine        |                         |                  |                  |                  | |                  |
| Noble (G84)               | Denny BauNr. 1345       | 27.07.1939       | 17.04.1941       | 11.02.1942       | 1942 als niederländische Van Galen in Dienst, 1957 zur Verschrottung verkauft                                                     |                  |
| Nonpareil (G16)           | Denny BauNr. 1346       | 22.05.1940       | 25.06.1941       | 2.05.1942        | 1942 als niederländische Tjerk Hiddes in Dienst, 1951 als Gadjah Mada an die indonesische Marine, 1961 zur Verschrottung verkauft |                  |